# 스미레 16세!!
스미레♡16세!!(スミレ♡16歳!!, すみれじゅうろくさい!! 스미레주록사이[*])는 나가요시 다케루가 그린 일본의 만화를 원작으로 한 텔레비전 드라마이다.
데뷔작 《스미레♡17세!!》(전 2권)는 매거진 스페셜과 주간 소년 매거진에서 연재되었으며, 설정을 수정한 리메이크 작은 주간 소년 매거진 2006년 23호 ~ 49호에 연재되었다. 그 후 2006년 12월호부터 매거진 스페셜로 게재를 옮겨 2009년 2월호까지 연재되었다. 단행본은 전5권이다.

## 개요
어느 지방 도시에 있는 사토야마 고등학교에 요츠야 스미레라는 소녀가 전학해 온다. 겉보기에는 보통 여학생과 다를 바 없지만, 실체는 수수께끼의 아저씨가 뒤에서 조종하는 복화술 인형!
스미레의 오지랖으로 펼쳐지는, 청춘 우당탕 학원 코미디이다.

## 등장 인물
- 요츠야 스미레 / 四谷スミレ

사토야마 고등학교에 전학 온 발랄하고 귀여운 여고생.이지만, 사실은 복화술 인형.
천진난만하고 오지랖 넓은 성격. 정의감이 강해 불의를 보면 참지 못하고, 자신(=아저씨)에게 폭력을 휘둘러도 굴하지 않는다. 혼자이던 렝게, 아케비, 미즈키와 친구가 되기 위해 수단과 방법을 가리지 않는다.
- 아저씨 / オヤジ

스미레를 조종하는 의문의 아저씨. 나이, 경력 모두 알 수 없으며, 상·하의 모두 검은색 타이츠를 입고 있다.
무슨 일 때문에 사토야마 고등학교에 온 것인지, 왜 스미레를 조종하는 것인지 일체 불명.
드라마 판에서는 야시로 아키의 열혈 팬이다.
- 오야마 렝게 / 大山蓮華

사토야마 고등학교 1학년. 초·중교 때부터 왕따를 당해왔으며, 왕따를 당하지 않기 위해 일부러 집에서 먼 사토야마 고교로 입학했지만 고교에서조차 심부름꾼이 될 위기에 직면하자 스미레가 구해준다.
- 키류 아케비 / 桐生あけび

사토야마 고등학교 1학년. 주위에서 두려워 하는 고쿠도 家의 딸.
스미레를 만나 마음을 열고, 고교 3년 간만큼은 보통 여고생으로 살아갈 것을 다짐한다.
괴집이 세고, 툭하면 싸우려 든다.
- 츠카모토 미즈키 / 塚本水樹

사토야마 고등학교 1학년. 공허한 실망으로 사람을 피해왔지만 스미레의 적극적인 어택으로 마음을 열고, 렝게, 아케비와 함께 친구가 된다.
- 마치다 쓰쓰지 / 町田つつじ

사토야마 고등학교 2학년. 부원이 혼자인 여자 복싱부 부장. 스미레 일행이 복싱부에 들르며 만나게 된다. 프로레슬링부에 동아리방을 빼앗길 위기에 처하지만 스미레 일행의 협력으로 막아낸다.
- 스스키 다이치 / 進木大地

사토야마 고등학교 1학년 A반 학생. 물공포증이 있었으나 스미레 덕분에 극복하고 수영부에 들어간다.
- 야마부키 레이코 / 山吹麗子

사토야마 고등학교 수학 교사. 후에 스미레네 반인 1학년 B반 담임으로 부임한다.
'세상 일은 전부 계산으로 해결할 수 있다.'가 모토지만, 스미레의 존개가 이해의 범주를 넘어 혼란스러워 한다.
- 렉스 베고니아 / レックス・ベゴニア

사토야마 고등학교 영어 교사. 일본 문화를 매우 사랑하지만, 상투머리의 가발을 쓰거나 서예, 두루마리 연애 편지를 보내거나, 국화꽃을 선물하는 등 일본관은 완전히 잘못 알고 있다.
- 사토야마 학원 이사장

인형인 스미레를 입학시킨 장본인. 스미레를 철저히 신뢰하고, 배제론에는 귀를 기울이지 않는다. 드라마에서는 윈도우 XP 시스템 에러 소리와 함께 등장한다.
- 교장

인형인 스미레의 존재자체를 인정하지 않으며, 스미레를 쫓아 낼 방법만 모색한다. 이사장 자리를 노린다.

## 단행본

### 스미레 17세!!
1. ISBN 4-06-363634-8
2. ISBN 4-06-363686-0

### 스미레 16세!!
1. ISBN 4-06-363727-1
2. ISBN 4-06-363770-0
3. ISBN 4-06-363858-8
4. ISBN 4-06-363980-0
5. ISBN 4-06-384102-2

## 텔레비전 드라마
스미레 출연의 대부분은 인간(미즈사와)이 연기하지만, 특정 장면에서는 인형으로 바뀌는 더블 캐스팅. 프로그램 끝에 이주의 불복이라고 이름으로 NG 장면이나 메이킹 영상이 방송된다.
엔딩에 주제가를 부르는 Perfume이 문화제에 출연했다는 설정으로 출연하였다.
스미레 일행이 연구회를 만드는 등, 드라마 내내 사진으로 등장했던 야시로 아키가 11화에 특별 출연하였다.
본방송은 BS후지에서만 방송되었으나, 9월 3일 27:08 ~ 27:38에 제1화가, 9월 14일 4:20 ~ 4:50에 제2화가 후지 TV에서 재방송 되었다.

### 등장 인물
- 요츠야 스미레 - 미즈사와 나코
- 아저씨 - 오토오 타쿠마
- 오야마 렝게 - 히라타 카오루
- 키류 아케비 - 하루
- 츠카모토 미즈키 - 도키토 아미
- 야마부키 레이코 - 마츠다 사키
- 렉스 베고니아 - 기리 빈센트
- 이사장 - 무라노 다케노리
- 교장 - 호즈미 페페
- 조니 - 오키테 포르쉐 (드라마 오리지널 캐릭터)
- 교감 - 고지마 야스시

### 제작진
- 음악 : NARASAKI
- 제작 (制作) : 앳무비 크리에이티브
- 제작 (製作) :《스미레♡16세!!》 제작위원회 (마베라스 엔터테인먼트, 포니캐년, BS후지, 앳무비, 포니캐년 엔터프라이즈
- 주제가 : Perfume - セラミックガール 세라믹 걸[*]

### 방송일·부제·시청률
| 각 화  | 방송일          | 서브 타이틀                   | 시청률 |
| ------ | --------------- | ----------------------------- | ------ |
| 제1화  | 2008년 4월 13일 |                               |        |
| 제2화  | 2008년 4월 20일 | 요츠야 스미레 대 폭발         |        |
| 제3화  | 2008년 4월 27일 | 스미레, 고양이 출산에 맞서다  |        |
| 제4화  | 2008년 5월 4일  |                               |        |
| 제5화  | 2008년 5월 11일 | 스미레, 에스테틱에 다니다     |        |
| 제6화  | 2008년 5월 18일 | 아케비, 암반욕에 다니다       |        |
| 제7화  | 2008년 5월 25일 |                               |        |
| 제8화  | 2008년 6월 1일  | 미즈키, 불고기를 먹으러 가다  |        |
| 제9화  | 2008년 6월 8일  | 아케비의 패션 센스            |        |
| 제10화 | 2008년 6월 15일 | 미즈키, 바겐세일을 찾아다니다 |        |
| 제11화 | 2008년 6월 22일 | 스미레, 고양이와 숨바꼭질     |        |
| 제12화 | 2008년 6월 29일 |                               |        |

### DVD
- 스미레16세!! DVD-BOX(1), 2008년 7월 16일 발매, ￥ 12,600
  - 제1 ~ 6화 수록 + 특전 영상 (본편 159분 + 특전 53분)
- 스미레16세!! DVD-BOX(2), 2008년 8월 20일 발매, ￥ 12,600
  - 제7 ~ 12화 수록 + 특전 영상 (본편 159분 + 특전 61분)